# Mimmo Baldi
Mimmo Baldi (...) è un attore italiano attivo principalmente come caratterista tra gli anni 1970 e 1980. È ricordato soprattutto per la sua interpretazione del personaggio di Satanetto nel film comico-parodistico L'esorciccio (1975).

## Biografia
Baldi fu attivo soprattutto nel cinema popolare italiano degli anni settanta, periodo in cui prese parte ad alcune commedie e film di genere come caratterista.  
Nel 1975 ottenne visibilità interpretando Satanetto ne L'esorciccio, una parodia del celebre L'esorcista, in cui affiancava Ciccio Ingrassia e Lino Banfi.

## Filmografia
- Metti lo diavolo tuo ne lo mio inferno, regia di Bitto Albertini (1972)
- ...e continuavano a mettere lo diavolo ne lo inferno, regia di Bitto Albertini (1973)
- 4 caporali e ½ e un colonnello tutto d'un pezzo, regia di Bitto Albertini (1973)
- Paolo il freddo, regia di Ciccio Ingrassia – ruolo: l'amante Filippo (1974)
- L'esorciccio, regia di Ciccio Ingrassia – ruolo: Satanetto (1975)